# Spathopus anomalipes
Spathopus anomalipes är en stekelart som beskrevs av William Harris Ashmead 1904. Spathopus anomalipes ingår i släktet Spathopus och familjen puppglanssteklar. Inga underarter finns listade i Catalogue of Life.